# Angie (serie televisiva 1979)
Angie  è una serie televisiva statunitense in 36 episodi trasmessi per la prima volta nel corso di 2 stagioni dal 1979 al 1980.

## Trama
Filadelfia. Angie Falco, cameriera in una caffetteria, inizia una storia d'amore con il cliente Bradley Benson, un pediatra proveniente da una famiglia benestante. Gli altri membri della famiglia Falco sono Teresa, madre divorziata di Angie, e la sorella più giovane Marie. I familiari di Brad comprendono suo padre Randall; sua sorella divorziata, la prepotente Joyce, e la figlia di Joyce, Hilary. Angie intrattiene uno stretto legame con Hilary.
Angie e Bradley poi si sposano, fondendo le loro due famiglie molto diverse: il sangue blu dei Benson e quello italo-americano dei Falco. Il personaggio di Hilary Benson viene cancellato dopo la prima stagione. Angie e Theresa poi aprono un salone di bellezza insieme.

## Personaggi
- Angie Falco Benson (36 episodi, 1979-1980), interpretata da Donna Pescow.
È il personaggio principale. In un primo momento è una cameriera nel bar Liberty a Filadelfia che incontra il suo principe azzurro, il dottor Brad Benson che lavora presso il centro medico dall'altra parte della strada. Angie poi fugge con lui, perché le famiglie discutono sui dettagli delle nozze concedendo loro un matrimonio di piccole dimensioni. Brad infine acquista per Angie la caffetteria.
- Brad Benson (36 episodi, 1979-1980), interpretato da Robert Hays.
È un pediatra che lavora presso un centro medico di fronte alla caffetteria dove lavora Angie; i due si innamorarono immediatamente. In un primo momento, lui ed Angie vivono nella grande casa della famiglia Benson, ma la situazione intimidisce Angie, così si trasferirono in una casa più piccola, dove vivono al piano di sopra dello studio di Brad in cui lui visita i suoi pazienti.
- Joyce Benson (36 episodi, 1979-1980), interpretato da Sharon Spelman.
- Marie Falco (36 episodi, 1979-1980), interpretata da Debralee Scott.
È la sorella minore di Angie.
- Theresa Falco (36 episodi, 1979-1980), interpretata da	Doris Roberts.
È la madre di Angie Marie. Nella seconda stagione, con l'aiuto di Angie, prende in gestione un salone di bellezza.
- Didi Malloy (13 episodi, 1979), interpretata da Diane Robin.
- Hillary (12 episodi, 1979), interpretato da Tammy Lauren.
- Phipps (7 episodi, 1979-1980), interpretato da	Emory Bass.
È il maggiordomo dei Benson.
- Randall Benson (4 episodi, 1979-1980), interpretato da	John Randolph.
È il padre di Joyce e nonno di Hillary.
- Hector (4 episodi, 1979), interpretato da Richard Beauchamp.
- Mary Mary (3 episodi, 1979-1980), interpretata da Valri Bromfield.
- Mary Grace (3 episodi, 1979-1980), interpretata da Susan Duvall.
- Mary Katherine (3 episodi, 1979-1980), interpretata da	Nancy Lane.

## Produzione
La serie, ideata da Garry Marshall, fu prodotta da Miller-Milkis Productions e Paramount Television e girata negli studios della Paramount a Los Angeles in California.
Le musiche furono composte da Norman Gimbel e Charles Fox. La colonna sonora dello show, Different Worlds, eseguita da Maureen McGovern, divenne una Top 20 nella classifica Billboard, raggiungendo il 18º posto nelle classifiche pop e il numero uno delle classifiche Adult Contemporary nel 1979.

### Registi
Tra i registi della serie sono accreditati:
- John Tracy (10 episodi, 1979-1980)
- Jeff Chambers (10 episodi, 1979)
- Lowell Ganz (5 episodi, 1979)
- Tony Mordente (3 episodi, 1979-1980)
- Howard Storm (3 episodi, 1979)

### Produttori
- Alan Eisenstock, Larry Mintz e Bruce Johnson (stagione 1)
- Harry Cauley (stagione 2) (ep. 14-22)
- Harry Cauley e Gloria Banta (stagione 2) (ep. 23-37)

## Distribuzione
La serie fu trasmessa negli Stati Uniti dal 1979 al 1980 sulla rete televisiva ABC.
In Italia è stata trasmessa su RaiUno con il titolo Angie.

## Episodi
| Stagione         | Episodi | Prima TV USA | Prima TV Italia |
| ---------------- | ------- | ------------ | --------------- |
| Prima stagione   | 12      | 1979         |                 |
| Seconda stagione | 24      | 1979-1980    |                 |